# شمال غرب دلهي
شمال غرب دلهي رمزها «NW» (بالإنجليزية: North  West  Delhi)‏ ، هو تقسيم إداري لدولة الهند تتبع ولاية دلهي (بالإنجليزية: Delhi)‏ ، مركزها هو مدينة كانجهوالا (بالإنجليزية: Kanjhawala)‏ عدد سكانها حسب تعداد سنة 2001 هو 785,284 ، مساحتها 130 كم² وكثافة السكان 6041 لكل كم² .